# Georges Louis Gombeaud
Georges Louis Gombeaud (* 4. Februar 1870 in Sauzé-Vaussais, Deux-Sèvres; † 2. Mai 1963 daselbst) war ein französischer Offizier und zeitweilig Amateurarchäologe.

## Karriere
Gombeaud studierte an der Militärschule Saint-Cyr und war Lieutenant, Capitaine und Général de brigade der Infanterie. Als Lieutenant diente Gombeaud zeitweilig in Tunesien. Dort gehörte er zu dem militärischen Personal, das dem Archäologen Paul Gauckler (1866–1911) während dessen zweijähriger Forschungskampagne am Limes Tripolitanus zur Verfügung gestellt worden war. Im Jahr 1900 legte Gombeaud die Mauerreste des römischen Kleinkastells Tisavar vom Sand frei und veröffentlichte seine Untersuchungsergebnisse 1901.
Bereits vor Beginn des Ersten Weltkriegs gehörte Gombeaud dem in La Rochelle stationierten 123. Infanterieregiment an. Laut einer Meldung vom 1. Oktober 1914 hatte sich Capitaine Gombeaud mit Cholera infiziert und lag im Lazarett von Pontavert. Im Juni 1916, damals bereits Chef de bataillon, wurde er zum Offizier der Ehrenlegion ernannt. In diesem Jahr hatte sich sein Regiment in der Schlacht um Verdun an den Hängen des Bois de la Caillette in der Nähe von Fort Douaumont bewähren müssen. Später wurde Gombeaud im Rang eines Oberstleutnants stellvertretender Kommandeur der Militärschule Saint-Cyr.
Er war Träger mehrerer Orden, der Ehrenlegion (1928 Kommandeur), des Ordre des Palmes Académiques (Offizier), des Nischan el Iftikhar (Offizier) sowie des Order of St. Michael and St. George (Komtur).

## Familie
Am 4. November 1904 heiratete Gombeaud in Parthenay Zéline Marie Charlotte Bernard. Berufsbedingt wechselte er viele Male seinen Wohnsitz. So wurden die drei Söhne des Paares an unterschiedlichen Orten geboren, Pierre (* 1905 in Saint-Trojan-les-Bains), Jean Emile Pierre (* 1907 in Billère; † 1980), François Emilien Ferdinand (* 1912 in La Rochelle; † 1962). Pierre starb noch 1905, die beiden anderen Kinder schlugen wie der Vater ebenfalls hohe militärische Laufbahnen ein. Nach dem Tod seiner ersten Frau, 1937, heiratete Gombeaud erneut.

## Veröffentlichungen
- Fouilles du castellum d'El-Hagueuff (Tunisie). In: Bulletin archéologique du comité des travaux historiques et scientifiques. 1901, S. 81–94 (Digitalisat).